# Parallel Paradise
Parallel Paradise (パラレルパラダイス Parareru Paradaisu?) es una serie de manga japonesa escrita e ilustrada por Lynn Okamoto. Ha sido serializada en la revista Weekly Young Magazine de Kodansha desde marzo de 2017.

## Sinopsis
Youta Tada es un estudiante de secundaria ordinario que tiene sentimientos profundos por su amiga de la infancia. Un día durante el periodo escolar, de repente es atacado y aparentemente asesinado por un misterioso ser parecido a un espantapájaros. Más tarde, Youta se despierta y se encuentra en un mundo alternativo con castillos, dragones y dos lunas de colores en un cielo púrpura. Aquí conoce a la chica paladín Rumi y un pájaro de tres patas llamado Genius. Rápidamente se entera de que acaba de entrar en un mundo diseñado sólo para mujeres, donde él es primer hombre que ha aparecido en siglos. Debido a eso, las mujeres de este mundo se sienten todas atraídas a él y con sólo rozar a Rumi hace que esta se excite. Genius luego le ordena aparearse con ella y con todas las demás chicas en este mundo fantástico.

## Personajes
Youta Tada (太多 陽太 Tada Yōta?)
Es el principal protagonista de la serie. Es un estudiante de secundaria ordinario que tiene sentimientos profundos por su amiga de la infancia. Es bastante hábil en kendo, que aprendió por sugerencia de su padre.
Lumi (ルーミ Rūmi?)
Es una paladín del Reino Caesar. No es muy inteligente, aunque sí muy amable. Después de su primer encuentro con Youta, lo ayuda a ocultar su identidad ante los demás. Es miembro del grupo El Quinteto el cual protege la ciudad de Meese.
Genius (ジーニアス Jīniasu?)
Es un pajarito de tres patas. Según Rumi, él es Dios. Explica y revela varios secretos de un mundo alternativo a Youta.
Lilia (リリア Riria?)
Es la arquera más fuerte del Reino de César. Aparece como una chica tranquila y diligente. Pero en realidad, es muy pervertida y durante mucho tiempo sueña con aparearse con un hombre. Es miembro del grupo El Quinteto. Ella fue quien asesinó a Youta enviándolo al otro mundo para amarlo y aparearse con él.
Misaki (ミサキ Misaki?)
Strider. Es miembro del grupo El Quinteto que protege la ciudad de Meese.
Momo (もも Momo?)
Lancer. Es miembro del grupo El Quinteto que protege la ciudad de Meese.
Haru (ハル Haru?)
La guardiana. Es miembro del grupo El Quinteto que protege la ciudad de Meese.
Mona (モナ Mona?) y Lisa (リザ Riza?)
Un par de gemelas, que aparecen en la ciudad de Meese. Nunca mienten.
Sayuri (サユリ Sayuri?)
La elfa callejera, que dirige una tienda, donde vende varios productos misteriosos.
Nishina (仁科 Nishina?)
Amiga de la infancia de Youta por la que tiene sentimientos profundos.

## Contenido de la obra

### Manga
Parallel Paradise, escrito e ilustrado por Lynn Okamoto, comenzó en la revista de manga seinen Weekly Young Magazine de Kodansha el 18 de marzo de 2017. En julio de 2022, se anunció que el manga se acercaba a su clímax. Kodansha ha recompilado sus capítulos individuales en veintiocho volúmenes tankōbon hasta la fecha. 
Seven Seas Entertainment anunció la adquisición del manga en agosto de 2019. Se lanzó bajo su sello Ghost Ship, y el primer volumen se publicó el 31 de marzo de 2020.

#### Lista de volúmenes
| Volúmenes de manga publicados | Volúmenes de manga publicados | Volúmenes de manga publicados                                                      |
| Número                        | Fecha de lanzamiento          | ISBN                                                                               |
| ----------------------------- | ----------------------------- | ---------------------------------------------------------------------------------- |
| 1                             | 4 de agosto de 2017           | ISBN 978-4-06-510095-0 (Edición regular) ISBN 978-4-06-510223-7 (Edición limitada) |
| 2                             | 17 de noviembre de 2017       | ISBN 978-4-06-510351-7 (Edición regular) ISBN 978-4-06-510826-0 (Edición limitada) |
| 3                             | 19 de marzo de 2018           | ISBN 978-4-06-511039-3 (Edición regular) ISBN 978-4-06-511496-4 (Edición limitada) |
| 4                             | 6 de julio de 2018            | ISBN 978-4-06-512025-5                                                             |
| 5                             | 5 de octubre de 2018          | ISBN 978-4-06-513146-6                                                             |
| 6                             | 6 de febrero de 2019          | ISBN 978-4-06-514568-5 (Edición regular) ISBN 978-4-06-514977-5 (Edición limitada) |
| 7                             | 6 de junio de 2019            | ISBN 978-4-06-516134-0                                                             |
| 8                             | 4 de octubre de 2019          | ISBN 978-4-06-517233-9 (Edición regular) ISBN 978-4-06-517234-6 (Edición limitada) |
| 9                             | 6 de febrero de 2020          | ISBN 978-4-06-518218-5                                                             |
| 10                            | 7 de mayo de 2020             | ISBN 978-4-06-519551-2                                                             |
| 11                            | 5 de agosto de 2020           | ISBN 978-4-06-520460-3                                                             |
| 12                            | 6 de noviembre de 2020        | ISBN 978-4-06-521373-5 (Edición regular) ISBN 978-4-06-521374-2 (Edición limitada) |
| 13                            | 5 de marzo de 2021            | ISBN 978-4-06-522578-3 (Edición regular) ISBN 978-4-06-522577-6 (Edición limitada) |
| 14                            | 4 de junio de 2021            | ISBN 978-4-06-523665-9                                                             |
| 15                            | 6 de septiembre de 2021       | ISBN 978-4-06-524764-8                                                             |
| 16                            | 6 de diciembre de 2021        | ISBN 978-4-06-526173-6                                                             |
| 17                            | 4 de marzo de 2022            | ISBN 978-4-06-527064-6                                                             |
| 18                            | 6 de julio de 2022            | ISBN 978-4-06-528412-4                                                             |
| 19                            | 4 de noviembre de 2022        | ISBN 978-4-06-529805-3                                                             |
| 20                            | 6 de marzo de 2023            | ISBN 978-4-06-531066-3                                                             |
| 21                            | 6 de junio de 2023            | ISBN 978-4-06-531978-9                                                             |
| 22                            | 6 de septiembre de 2023       | ISBN 978-4-06-533008-1                                                             |
| 23                            | 6 de diciembre de 2023        | ISBN 978-4-06-533626-7                                                             |
| 24                            | 5 de abril de 2024            | ISBN 978-4-06-534911-3                                                             |
| 25                            | 5 de julio de 2024            | ISBN 978-4-06-536269-3                                                             |
| 26                            | 4 de octubre de 2024          | ISBN 978-4-06-537255-5                                                             |
| 27                            | 6 de enero de 2025            | ISBN 978-4-06-538171-7                                                             |
| 28                            | 7 de mayo de 2025             | ISBN 978-4-06-539621-6                                                             |
| 29                            | 5 de septiembre de 2025       | ISBN 978-4-06-540794-3                                                             |

## Controversias
En julio de 2020, el manga se convirtió en uno de los siete títulos que se eliminaron de Books Kinokuniya en Australia por acusaciones de promover la pornografía infantil.